# Штёкли, Андреа
Андре́а Штёкли (нем. Andrea Stöckli) — швейцарская кёрлингистка.
Играла на позиции третьего.

## Достижения
- Чемпионат Швейцарии по кёрлингу среди женщин: золото (1999, 2001, 2004).

## Команды
| Сезон   | Четвёртый          | Третий          | Второй             | Первый          | Запасной                                        | Турниры                      |
| ------- | ------------------ | --------------- | ------------------ | --------------- | ----------------------------------------------- | ---------------------------- |
| 1995—96 | Кристина Лестандер | Клаудия Берчи   | Андреа Штёкли      | Катрин Петеранс | Ютта Таннер тренеры: Heinz Schmid, Эрика Мюллер | ЧЕ 1995 (7 место)            |
| 1998—99 | Люция Эбнётер      | Николь Штраузак | Таня Фрей          | Надя Распе      | Андреа Штёкли тренер: Брайан Грей (ЧМ)          | ЧШЖ 1999 · ЧМ 1999 (5 место) |
| 2000—01 | Мануэла Корман     | Андреа Штёкли   | Кристина Шёнбехлер | Жаннин Пробст   | Tanja Bongni                                    | ЧШЖ 2001                     |
| 2001—02 | Мануэла Корман     | Андреа Штёкли   | Кристина Шёнбехлер | Жаннин Пробст   | Паскале Дзенерино                               | ЧМ 2002 (5 место)            |
| 2003—04 | Мирьям Отт         | Биния Беели     | Бригитта Шори      | Мишель Кнобель  | Андреа Штёкли                                   | ЧШЖ 2004                     |

(скипы выделены полужирным шрифтом)